# Јода
Јода (енгл. Yoda) је лик из измишљеног универзума филмова Звездани ратови. Јода је велики Џедај учитељ из периода пада Старе Републике и рата Клонова. Поседовао је огромне моћи и велику вештину борбе светлосном сабљом.

## Моћи
Јода је до краја свог живота обучио огроман број Џедаја, а живео је око 900 година. Први пут је пуком случајношћу упознао Силу од Учитеља Горма на непознатој мочварној планети. Најчешћу форму борбе светлосним мачевима коју је користио је форму IV, тј. Атару - акробатски облик, вероватно због своје грађе.